# 金一 (1900年生の政治家)
金 一（キム・イル、朝鮮語: 김일、1900年8月8日 - 没年不詳）は、日本統治時代の朝鮮の独立運動家、大韓民国の政治家。第3代韓国国会議員。

## 経歴
亀城公立普通学校卒、奉天三省中学校卒、金陵大学（現・南京大学）中退または修了。新幹会を経て独立運動により投獄された後、国民会宣伝部長・労働部長・情報部長、軍警援護会ソウル特別市支部長、反託闘争委員会中央委員を務めたほか、城北区郷保隊・民保隊・郷土防衛隊・防空団など様々な政治・社会団体に関与した。また、城北区洞連合会長、自由党中央執行委員・城北区党委員長、義勇消防隊隊長・中央協会長などを務めた。1954年の第3代総選挙では徐範錫を抑えてソウル城北区選挙区から自由党の候補として当選した。1960年代に死去したという情報もあるが詳細不明。

## エピソード
野党議員とよく言い争いをすることで有名。